# Лермонтово (Гусєвський район)
Ле́рмонтово (рос. Лермонтово) — селище Гусєвського району, Калінінградської області Росії. Входить до складу Михайловського сільського поселення.
Населення — 190 осіб (2015 рік).

## Населення
| 2002 | 2010 |
| ---- | ---- |
| 157  | ↗190 |